# Península de Aupouri

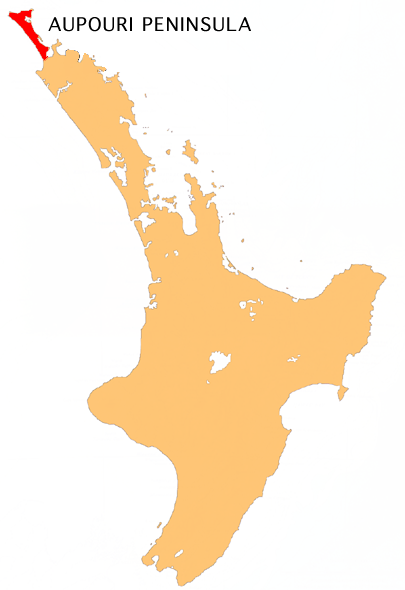
Localização da Península de Aupouri

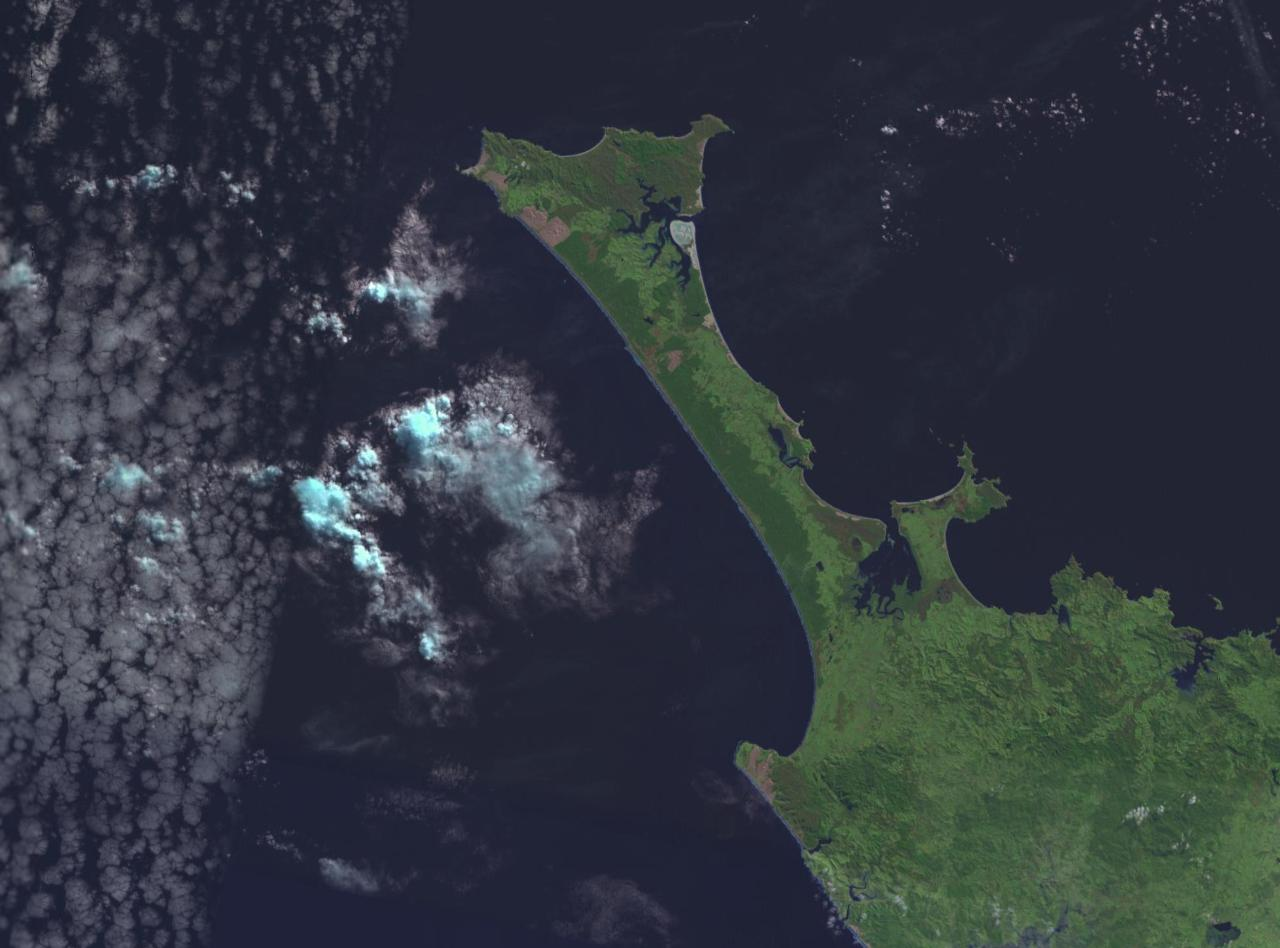
Península de Aupouri em imagem de satélite

A Península de Aupouri é um tômbolo que fica no extremo noroeste da Ilha Norte da Nova Zelândia. Projeta-se entre o mar de Tasman a oeste e o oceano Pacífico a leste. Constitui a parte mais setentrional do  distrito de Far North, e inclui o Cabo Norte, Houhora e a metade norte de Awanui.